# Анализ метаболических потоков
Анализ баланса потоков (АБП)  (англ. flux balance analysis, FBA), — метод математического моделирования метаболизма, позволяющий  определить скорость реакций в метаболической сети (одном пути или наборе путей). Метод применяется в моделировании разных воздействий на клетку или оптимизации условий её роста. Ключевыми особенностями метода являются использование стационарного приближения (допущения, при котором концентрация каждого вещества считается постоянной) и малая потребность в вычислительной мощности.  

## Описание метода
Метаболические реакции представляются в виде стехиометрической матрицы (S) размера n на m. Каждая строчка этой матрицы описывает одно вещество (для системы с m веществами) и каждая колонка представляет одну реакцию (n реакций). Значения в каждой колонке соответствуют стехиометрическим коэффициентам метаболитов, участвующих в реакции. Отрицательные коэффициенты присваиваются каждому потреблённому метаболиту и положительные каждому продуцированному, соответственно. Стехиометрический коэффициент ноль соответствует метаболитам, не принимающим участие в данной конкретной реакции. Так как в большинстве биохимических реакций принимает участие всего несколько различных метаболитов, матрица S содержит много нулевых элементов. Поток через все реакции сети представляется вектором {\displaystyle v} , который имеет длину n. Концентрации всех метаболитов представляются вектором x, с длиной m. Система уравнений материального баланса в стационарном состоянии (dx/dt = 0) в таком случае выражается формулой:
{\displaystyle \qquad S\cdot \mathbf {v} =\mathbf {0} }
Говорят, что любое {\displaystyle v}, удовлетворяющее уравнению {\displaystyle \qquad S\cdot \mathbf {v} =\mathbf {0} } обращает в ноль размерность пространства {\displaystyle S}. Но в любой реалистичной метаболической модели количество реакций всегда больше, чем количество метаболитов (n > m). Другими словами, количество неизвестных больше, чем количество уравнений, следовательно,  не существует однозначного решения такой системы, причем многие решения могут быть совершенно неподходящими с биологической точки зрения.  Однако пространство решений можно ограничить, и искать решение, отвечающее некоторому критерию. Этот критерий задается так называемой целевой функцией, которая отражает некоторый параметр системы, и ищут решение, при котором эта функция имеет, например, максимальное значение. Кроме того, пространство решений сильно ограничивается наложением ограничений на каждый поток. Таким образом, например, можно рассчитать какая точка в пространстве решений соответствует максимальной скорости роста или максимальному выходу АТФ в определённом организме исходя из наложенных ограничений. (Рис. 1)

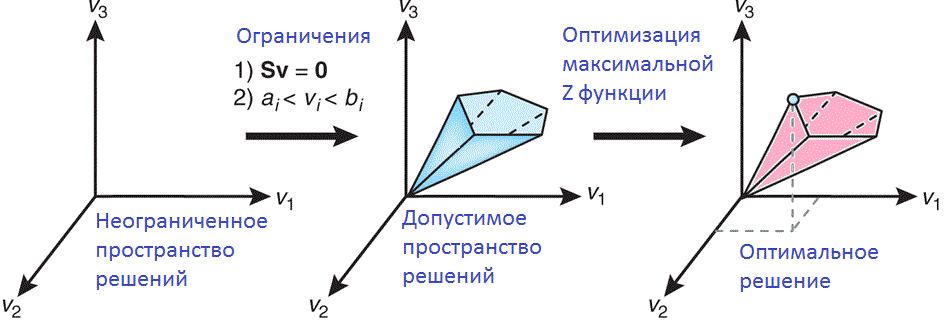
Рисунок 1. Ограничение пространства решений в АМП

Цель АМП — стремиться минимизировать или максимизировать целевую функцию Z = cTv, которая может собой представлять, вообще говоря, любую комбинацию потоков, где c — это вектор весов, указывающий, какой вклад вносит каждая реакция системы в целевую функцию (производство изучаемого продукта, например, биомассы). На практике, когда нужно максимизировать или минимизировать только одну реакцию, c — это вектор, состоящий из нулей и единицы для интересующей нас реакции.
Оптимизация такой системы достигается путём линейного программирования (1е). Таким образом, АМП может быть определён, как использование метода линейного программирования для решения уравнения {\displaystyle \qquad S\cdot \mathbf {v} =\mathbf {0} } при заданном наборе верхних и нижних оценок {\displaystyle v} и линейной комбинации потоков в качестве целевой функции. Результат АМП представляет собой набор скоростей v, которое соответствует максимуму или минимуму целевой функции.

## Построение модели
Ключевыми стадиями создания модели являются: создание полной метаболической сети, наложение ограничений на модель и определение целевой функции.

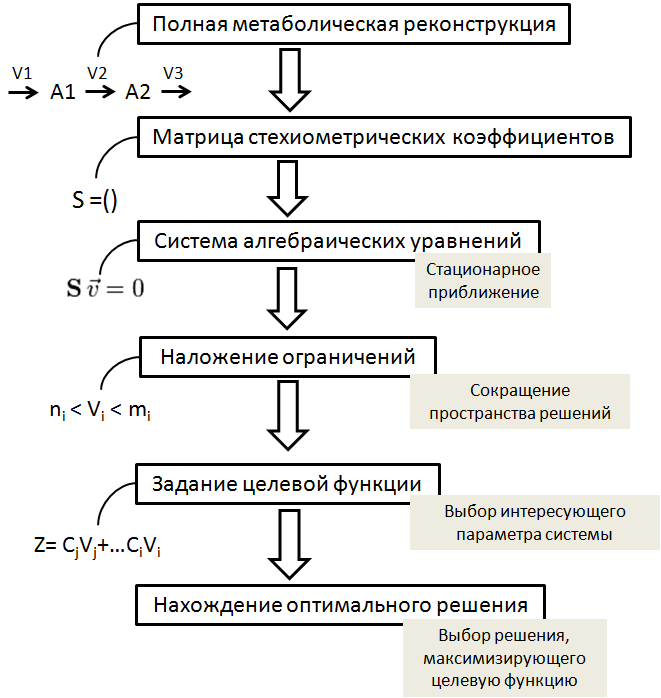
Рисунок 2. Алгоритм работы АМП

## Метаболическая сеть
Метаболические сети могут рассматривать как один метаболический путь, так и целую клетку, ткань или организм. Главное требование к метаболической сети для АМП — отсутствие пропусков. Создание полной метаболической сети — очень масштабная работа, занимающая месяцы и года. На сегодняшний момент существуют полные метаболические сети для некоторых модельных организмов, в частности, для E. Coli.

## Ограничения
Ключевой частью АМП является наложение ограничений на скорость потоков в метаболической сети, чтобы их значения лежали в определённом диапазоне. Это позволяет точнее воспроизвести реальную метаболическую систему. Эти ограничения делятся на две основных категории: связанные с потреблением или выделением веществ клеткой и ограничение на потоки внутри самой клетки. Математически применение ограничений позволяет сократить пространство решений для модели АМП.
Эти ограничения могут определяться как из теоретических соображений, так и из результатов измерений.
Наиболее очевидные теоретические ограничения — термодинамические. Они определяют направление реакции. Если разность свободной энергии продуктов и реагентов реакции меньше нуля, реакция идет в прямом направлении, и наоборот.
Скорости некоторых потоков могут быть измерены экспериментально, и поток в модели может быть ограничен в определённом диапазоне значений около измеренного:
{\displaystyle v_{i,m}-\varepsilon <v_{i}<v_{i,m}+\varepsilon }
Проще всего измерять скорости поглощения и секреции веществ. Обычно скорость поглощения вещества из внешней среды определяется его доступностью, концентрацией, скоростью диффузии (чем она больше, тем быстрее поглощение) и методом поглощения (активный транспорт, облегчённая диффузия или просто диффузия).
Внутренние потоки можно измерять с помощью радиоактивного мечения веществ, ЯМР и некоторых других методов.

## Целевая функция
Система АМП не имеет однозначного решения, однако с помощью наложения ограничений можно сократить их количество. В дальнейшем выбирается то решение, которое максимизирует или минимизирует целевую функцию. Целевая функция — это некоторая линейная комбинация потоков, выражающая определённый параметр системы.
Этим параметром обычно является выход биомассы или скорость пролиферации в случае клеток или, например, выход АТФ, если рассматривается гликолиз или другой энергетический путь.
Таким образом, задача FBA представляется в следующим виде:
{\displaystyle \max _{\vec {v}}\ v_{b}\qquad {\textrm {s.t.}}\qquad \mathbf {S} \,{\vec {v}}=0}

## Применения
АМП не требует больших вычислительных мощностей, поэтому можно достаточно эффективно варьировать условия моделирования.

### Удаление реакций
Чтобы определить реакции (а также ферменты, их катализирующие, и их гены), которые являются ключевыми для наработки биомассы (или другого целевого параметра системы), их можно поочередно удалять из метаболической сети и решать систему. Если при решении системы выход биомассы сильно уменьшается, эта реакция является ключевой, если не меняется или меняется слабо – не ключевая.
Реакции можно удалять попарно. Это применяется при моделировании воздействия на систему лекарств или их комбинаций.
Кроме того, вместо полного удаления, можно смоделировать ингибирование реакции, изменяя граничные условия.

### Оптимизация условий роста
АМП можно использовать для оптимизации условий роста, то есть подбора состава культуральной среды. Варьируя ограничение на потоки потребления питательных веществ из окружающей среды, и оптимизируя выход биомассы, можно подобрать их оптимальные концентрации для максимальной скорости роста клеток.

## Расширения

### Анализ нестационарных метаболических потоков (Flux variability analysis)
Анализ нестационарных метаболических потоков (АНМП) — метод, позволяющий решить обратную задачу для АМП. В случае использования АНМП результатом служат значения границ потока для каждой реакции, которые в правильной комбинации с другими потокам воспроизводят оптимальное решение. Реакции, для которых характерна низкая изменчивость, имеют большое значение для организма. И АНМП является перспективным методом для выявления таких важных реакций.

### Минимизация метаболического регулирования (Minimization of Metabolic Adjustment)
При работе с модифицированными бактериальными нокаутами или микроорганизмами, выращиваемыми на питательных средах, но не подвергавшимся длительному эволюционному давлению, стационарное состояние, являющееся необходимым условием использования метода АМП, достигается в сильно варьирующие временные промежутки или не достигается вовсе. К примеру, скорость роста E. coli на глицероле в качестве первичного источника углерода не будет совпадать со скоростью, предсказанной с помощью метода АМП. Но при дальнейшем 40-дневном культивировании, в течение которых происходит смена более 700 поколений, бактерии успевают адаптироваться, поэтому скорость их роста совпадает с предсказаниями АМП.
При всевозможных метаболических пертурбациях, вызванных изменением концентрации субстрата при попадании на питательную среду или нокаутом гена, экспрессирующим фермент метаболического пути, наиболее интересным является наблюдение за мгновенными эффектами происходящими в системе при пертурбациях. Процессы, занимающие большее время, направлены на реорганизацию потоков с целью достижения оптимального уровня метаболизма. Метод минимизации метаболического регулирования (ММР) предсказывает мгновенное субоптимальное распределение потоков посредством минимизации эвклидового расстояния между распределением потоков дикого типа, полученного методом АМП и распределением потоков мутанта, полученного методом квадратичного программирования.
Из этого получается следующая задача оптимизации:
{\displaystyle \min \ ||\mathbf {v_{w}} -\mathbf {v_{d}} ||^{2}\qquad }
при условии   {\displaystyle \mathbf {S} \cdot \mathbf {v_{d}} =0}
где {\displaystyle \mathbf {v_{w}} } отражает распределение потоков дикого типа (состояние без пертурбаций), а {\displaystyle \mathbf {v_{d}} } представляет собой распределение потоков при делеции гена. Это уравнение упрощается до вида:
{\displaystyle \min \ {\frac {1}{2}}\,{\mathbf {v_{d}} }^{T}\,\mathbf {I} \,\mathbf {v_{d}} +(\mathbf {-v_{w}} )\cdot \mathbf {v_{d}} \qquad }
при условии  {\displaystyle \mathbf {S} \cdot \mathbf {v_{d}} =0}
Так выглядит условие задачи ММР.

### Метод Regulatory On-Off Minimization (ROOM)
ROOM является улучшенным методом предсказания метаболического статуса организма после нокаута гена. Предпосылка метода такая же как и в MOMA: организм после нокаута будет стремиться восстановить распределение потоков максимально близко к дикому типу. Но далее предполагается, что стационарное состояние будет достигнуто через серию кратковременных метаболических изменений и что организм будет стремиться минимизировать число регуляторных изменений, направленных на достижение состояния дикого типа. Вместо использования метода минимизации метрических расстояний, ROOM использует метод смешанного целочисленного линейного программирования.

## Сравнение с другими методами

### Choke point analysis
Choke point analysis рассматривает только точки сети, где метаболиты были произведены, но не потреблены или наоборот (то есть рассматривается только либо левая, либо правая часть реакции, соответственно). В отличие от этого, АБП — это полная модель метаболической сети, так как он учитывает и потреблённые и произведённые метаболиты на всех этапах анализа. Самый большой минус choke point analysis для моделирования сетевых эффектов заключается в том, что рассматривается каждая реакция в сети в отдельности и не учитывается общая картина метаболического пути. Таким образом, если путь является длинным, то реакции влияющие друг на друга, но находящиеся на далеком расстоянии не могут быть воспроизведены с помощью данного метода.

### Dynamic metabolic simulation
Динамическое моделирование в отличие от АБП не использует стационарное приближение. Например, АБП невозможно использовать для моделирования функционирования нервных клеток. Так как АБП не учитывает концентрацию метаболитов,  возможна ситуация, при которой концентрации будут слишком большими для биологической системы. С помощью динамического моделирования эти проблемы можно избежать. Но АБП в свою очередь использует гораздо меньше вычислительных ресурсов.

## Программное обеспечение
1. COBRA toolbox
2. OptFlux
3. FASIMU
4. SurreyFBA
5. WEbcoli
6. Acorn
7. FAME
8. GEMSiRV
9. MetaFluxNet
10. FBA-SimVis
11. OptFlux
12. Insilico Discovery